# Luise Begas-Parmentier
Pour les articles homonymes, voir Begas.
Luise Begas-Parmentier, née le 15 avril 1843 ou 1850 à Vienne et morte le 11 février 1920 à Berlin, est une peintre de paysage et d'architecture austro-allemande et une salonnière.

## Biographie
Suivant l'exemple de sa sœur Maria, elle a décidé de devenir artiste peintre. Elle a reçu sa première formation avec le peintre de paysage Emil Jakob Schindler et le graveur Wilhelm Unger (1837-1932). À l'âge de vingt-deux ans, elle expose ses œuvres sur les thèmes champêtres à la Vienne Künstlerhaus. Aux alentours de 1875, elle a commencé une série de voyages d'études en Italie, en se concentrant sur Venise. Après 1876, sa peinture sur des thèmes italiens a été un spectacle régulier dans des expositions organisées par l'Académie des Arts de Berlin.
À l'âge de vingt-sept ans, elle a épousé son compatriote le peintre Adalbert Begas, qui était de quinze ans son aîné et également un fervent admirateur de l'Italie. Le couple s'installe dans une maison de luxe avec un studio au sud de la Tiergarten à Berlin.

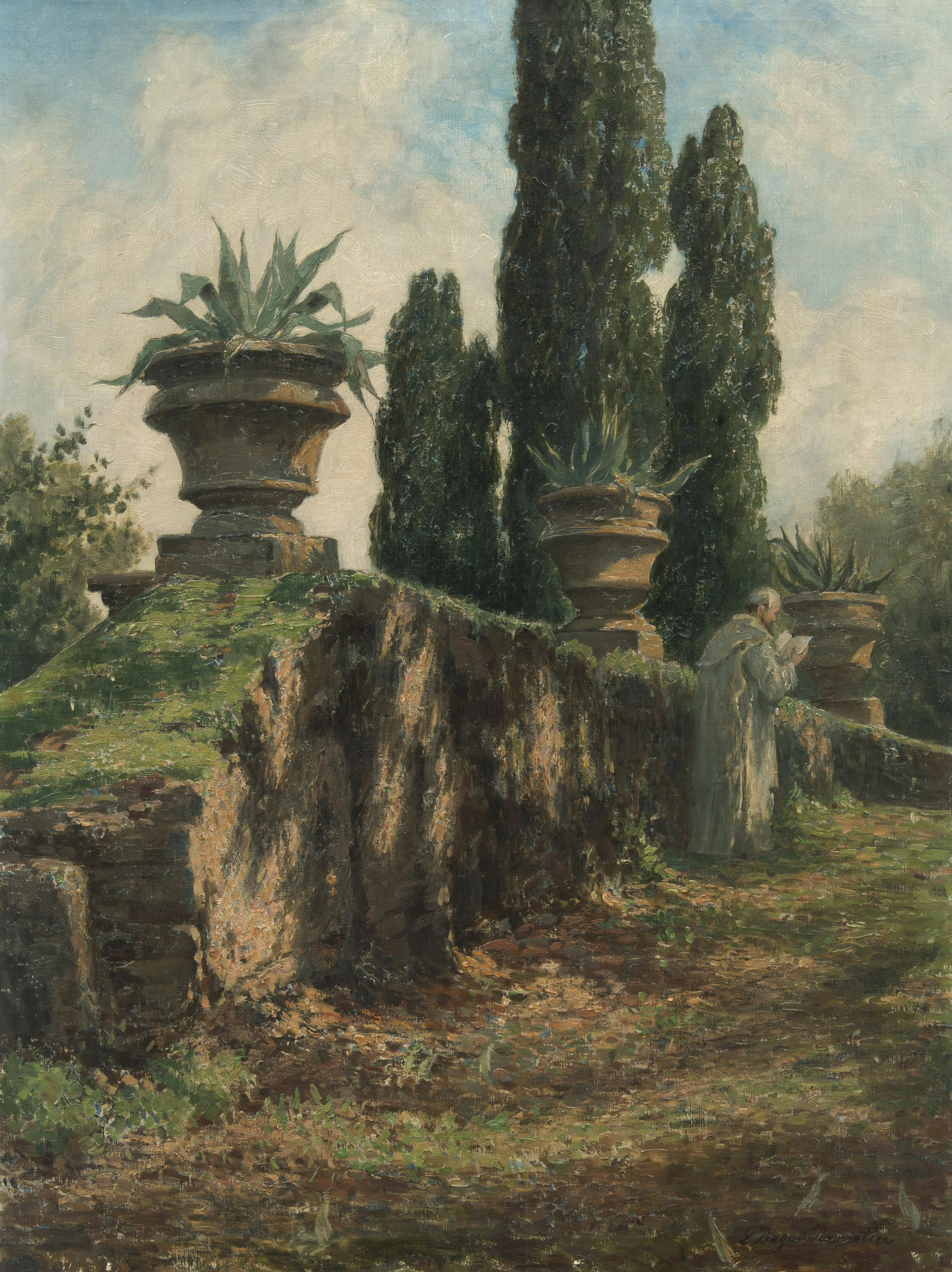
De la scène à la Villa Torlonia Frascati.
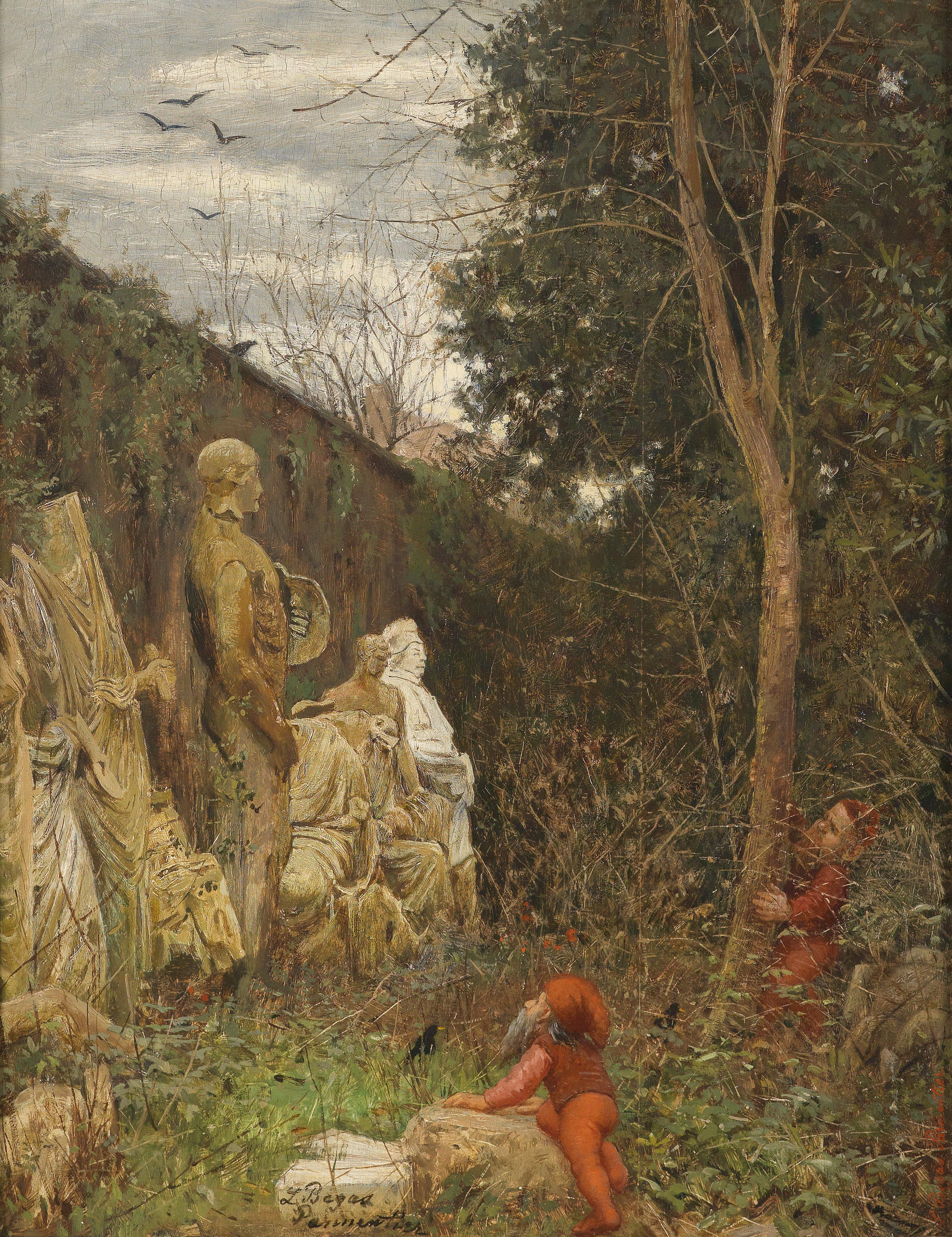
Les Gnomes par le Mur du Château.